# Centro Experimental de Cine
El Centro Experimental de Cine (en italiano: Centro Sperimentale di Cinematografia) se estableció en 1935 en Italia y tiene como objetivo promover el arte y la técnica de la cinematografía y el cine en el país. Es la escuela de cine más antigua de Europa occidental, fundada en la ciudad de Roma en 1935 durante la era del gobierno de Benito Mussolini por el dirigente de cine Luigi Freddi, fue y sigue siendo financiado por el gobierno italiano y se centra en la educación, la investigación, la publicación y la enseñanza de la teoría. Es la institución más importante de Italia para la formación, la investigación y la experimentación en el campo del cine, y en su sentido más amplio, de películas, documentales, ficción y animación.